# Hattrick
Hattrick – komputerowa gra internetowa typu MMOG rozgrywana za pomocą przeglądarki internetowej, wyprodukowana i wydana przez Hattrick Limited. Jest to menedżer piłkarski, który pozwala graczowi wcielić się w prezesa fikcyjnego klubu piłkarskiego. W grze zalogowanych jest średnio ok. 7 tys. graczy.

## Rozgrywka
Każdy nowy zespół zaczyna rywalizację w jednej z dwóch najniższych lig danego kraju, zastępując bota, czyli drużynę sterowaną przez komputer. Sezon trwa 16 tygodni, czyli 112 dni. Przez pierwszych 14 tygodni raz w tygodniu rozgrywane są mecze ligowe, w 15. tygodniu – odbywają się mecze barażowe, zaś pozostałe drużyny mogą rozegrać weekendowy mecz sparingowy, który dostępny jest również tygodnia 16 dla wszystkich menadżerów. Rozgrywa się również mecze pucharu krajowego lub ustalane obustronnie przez managerów sparingi. W zależności od ligi i zajętej na koniec sezonu pozycji drużyna może awansować, utrzymać się w lidze, spaść o szczebel niżej lub rozegrać mecz barażowy. Każdy zawodnik w drużynie posiada 8 umiejętności na jednym z 20 poziomów, kilka cech charakteru oraz (czasami) specjalność. Co ważne, dla każdej pozycji na boisku kluczowa jest inna umiejętność, jak i specjalność. Wszystkie umiejętności są sumowane w jeden wskaźnik zwany TSI (Total Skill Index), który zawsze jest wyższy lub równy zeru.

### System gry
Świat jest podzielony na kraje i terytoria zgodnie z podziałem na reprezentacje zgłoszone do rozgrywek FIFA, a nie według klucza politycznego lub geograficznego. Wyjątkiem jest tu reprezentacja Oceanii, skupiającej Australię, Nową Zelandię i wyspiarskie państwa na Pacyfiku. Można za to spotkać Wyspy Owcze, Hongkong czy Tajwan. 
W każdym kraju stworzono najwyższą ligę (np. Ekstraklasę, Premiership), cztery II ligi i 16 III lig. Dodatkowo w miarę potrzeb tworzone są kolejne szczeble ligowe oraz w każdym kraju są regiony, które odpowiadają jednostkom podziału administracyjnego kraju jak np. województwa, prowincje, stany oraz także miasta, które są odrębne od danej jednostki podziału, choć gracz niekoniecznie musi wybrać region skąd podchodzi, zaś w przerwie międzysezonowej istnieje możliwość jego zmiany. Główną cechą regionów jest aktualna prognoza pogody. To właśnie prognoza pogody ma istotny wpływ na frekwencję w dniu meczu (np. przy deszczowej pogodzie frekwencja jest mniejsza). Reprezentacje kierowane są przez demokratycznie wybranych selekcjonerów i walczą o mistrzostwo świata seniorów lub młodzieżowców U-20. W 2021 roku wprowadzono dodatkowy format turnieju w postaci mistrzostw kontynentalnych dla Europy, Afryki, Ameryki oraz Azji i Oceanii. Mecz finałowy o mistrzostwo świata zawsze odbywa się w ostatni dzień sezonu.

### Gra w Polsce
W Polsce funkcjonują dodatkowo 64 IV ligi, 256 V lig, 1024 VI i VII ligi (po usunięciu lig VIII, IX i X z powodu zbyt małej ilości aktywnych graczy), istnieje również 20 regionów (16 województw i 4 miasta: Warszawa, Kraków, Gdańsk, Wrocław). Reprezentacja Polski zdobyła do tej pory 9 medali Mistrzostw Świata seniorów, w tym jeden złoty, jeden srebrny oraz siedem brązowych oraz 7 medali MŚ U-20: 3 srebrne oraz 4 brązowe krążki.

### Hattrick Masters
To odpowiednik Ligi Mistrzów, występujący w grze od 2006 roku - międzynarodowy puchar dla Mistrzów i Zdobywców Pucharów ze wszystkich lig świata. Początkowo rozgrywki nie były najlepiej dopracowane i zdobycie tytułu wymagało doprowadzenia klubu do bankructwa. Po kolejnych zmianach w systemie rozgrywek Hattrick Masters zdobywali rzeczywiście najlepsi menadżerowie i najmocniejsze kluby. Siódmą edycję rozgrywek wygrał polski klub Romasz prowadzony przez menadżera Romajacka. Dziewiętnasta edycja HM również padła łupem polskiej ekipy, puchar za zwycięstwo zdobyła drużyna Drakonians FC kierowana przez menadżera "-Andrew-".

## Historia gry
Hattrick rozpoczął działalność 30 sierpnia 1997 roku w Szwecji. W kolejnej wersji, która pojawiła się w 1998 roku, rozszerzono grę do 680 zespołów, ciągle tylko ze Szwecji. Ekspansja Hattricka zaczęła się w czerwcu 2001 roku; wtedy pojawiły się ligi dla innych krajów, w tym Polski. Jednak na początku nawet w Ekstraklasie grały same boty. Liczbę tysiąca graczy w polskich ligach gra przekroczyła w 2002 roku. W 2005 roku liczba graczy w Polsce zbliżyła się do niemal 20 tys.
W grudniu 2008 roku w Hattricku wprowadzono nowy wygląd i rozplanowanie serwisu, zaprogramowany zgodnie z ówczesnymi standardami. W kwietniu 2009 roku gra osiągnęła maksimum popularności, zarejestrowanych wówczas było ponad 950 tys. wirtualnych drużyn, od tamtej pory liczba aktywnych graczy systematycznie spadała, stabilizując się w 2019 roku na poziomie około 200 tys. aktywnych kont.